# Бертух, Фридрих Юстин
Фридрих Юстин Бертух (нем. Friedrich Justin Bertuch; 30 сентября 1747, Веймар — 3 апреля 1822, Веймар, Германский союз) — немецкий писатель, издатель, редактор и переводчик.

## Биография
Фридрих Юстин Бертух в пять лет потерял мать, в 15 лет — отца; воспитывался дядей. С 1765 по 1769 год изучал, сначала богословие, затем юридическое право в Йенском университете. Однако его основными интересами были литература и естествознание. Не окончив университет, он до 1773 года был домашним учителем в семье датского дипломата Людвига Генриха Бахофена фон Эхта в Добичене недалеко от Альтенбурга. В это время он изучил испанский язык у своего работодателя, который был послом в Испании.

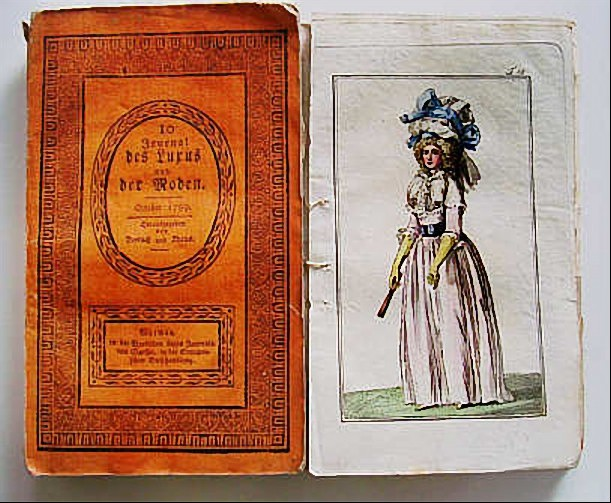

В 1773 году Бертух вернулся в Веймар. В 1775 году стал секретарём герцога Карла Августа и оставался на государственной службе на различных должностях до 1787 года. В 1776 году он был принят в Веймарскую масонскую ложу «Anna Amalia zu den drei Rosen».
С 1773 года помогал Виланду в редактировании журнала «Mercur», затем издавал, при активном участии фон Зеккендорфа, «Журнал испанской и португальской литературы» (нем. Magazin der spanischen und portugiesischen Litteratur, Дессау, вышло три тома в 1780—1783 гг.), в 1786 году предпринял с Краусом издание «Журнала роскоши и мод» (нем. Journal des Luxus und der Moden) — первого в этом роде в Германии, существовавшего до 1827 года. Далее Бертух издавал: «Die Blaue Bibliothek aller Nationen» (11 томов, Гота, 1790—1797) и в своё время весьма распространенную серию «Иллюстрированная книга для детей» (нем. Bilderbuch für Kinder; 190 выпусков, Веймар, 1790—1822), послужившую предметом подражания для последующих изданий того же рода.
Бертух также занимался переводами, преимущественно с испанского. Ему принадлежит немецкая обработка «Дон Кихота» Сервантеса с продолжением Авельянеды (6 т., Лейпциг, 1775—1776; 1780—1781).
Кроме того, Ф. Ю. Бертух принимал участие в разработке плана издания «Иенской всеобщей газеты» (нем. «Jenaische allgemeine Litteraturzeitung»), имевшую большое влияние на литературное развитие Германии, где сотрудничали Гёте, Шиллер, Фихте, Гумбольдт и братья Шлегели.
В 1776 году в Веймаре принял участие в организации Герцогской свободной школы рисунка.
В 1791 году Бертух учредил большую издательскую фирму «Landesindustriecomptoir», в которой было занято около десяти процентов населения Веймара. В одном из этих отделений («Geographisches Institut») стали издаваться «Allgemeine geographische Ephemeriden», которые Бертух редактировал первоначально с Цахом, потом с Гаспари.
В 1792 году Бертух был избран членом Леопольдины.